# Cementerio general 2
Cementerio general 2 (Juego siniestro en México) es una película de terror peruana, dirigida por Dorian Fernández-Moris y escrita por Adrián Ochoa. Es la secuela de la película taquillera del 2013, Cementerio General. En esta oportunidad los hechos se trasladan a la ciudad de Lima, donde los personajes protagonizados por Milene Vázquez y Matías Raygada descubren la maldición detrás del tablero de ouija.
Película de gran factura, es producida por AV Films y contó con la participación especial de Edgar Vivar.

## Sinopsis
Cementerio General 2 cuenta la historia de Fernanda, una psicóloga escéptica que vuelve al escenario donde se desarrolló una tragedia colectiva al jugar a la ouija en la que su madre estuvo involucrada. Ella y su hijo Julio se verán envueltos en extraños acontecimientos que tienen como protagonista a una ouija ancestral y una banda de siniestros sujetos que están decididos a todo con tal de preservar el preciado tesoro, del cual emergerá una de las fuerzas diabólicas más poderosas y perversas.

## Elenco
- Milene Vásquez como Fernanda.
- Matías Raygada como Julio.
- Claudia Dammert como Ursula, madre de Fernanda.
- Hernán Romero como Dr. García.
- Attilia Boschetti como Rosa.
- Marcello Rivera como Alejandro.
- Pietro Sibille como Ignacio.
- Macarena Piana como Sofía.
- Ismael Contreras como Sr. Quiroga.
- Leslie Shaw como Victoria "Vicky".
- Mathías Brivio como Periodista.
- Micheille Soifer como Enfermera.
- Miguel Arce como Reportero.
- Participación especial de Edgar Vivar como Director de Hospital Psiquiátrico.